# Gena Lee Nolin

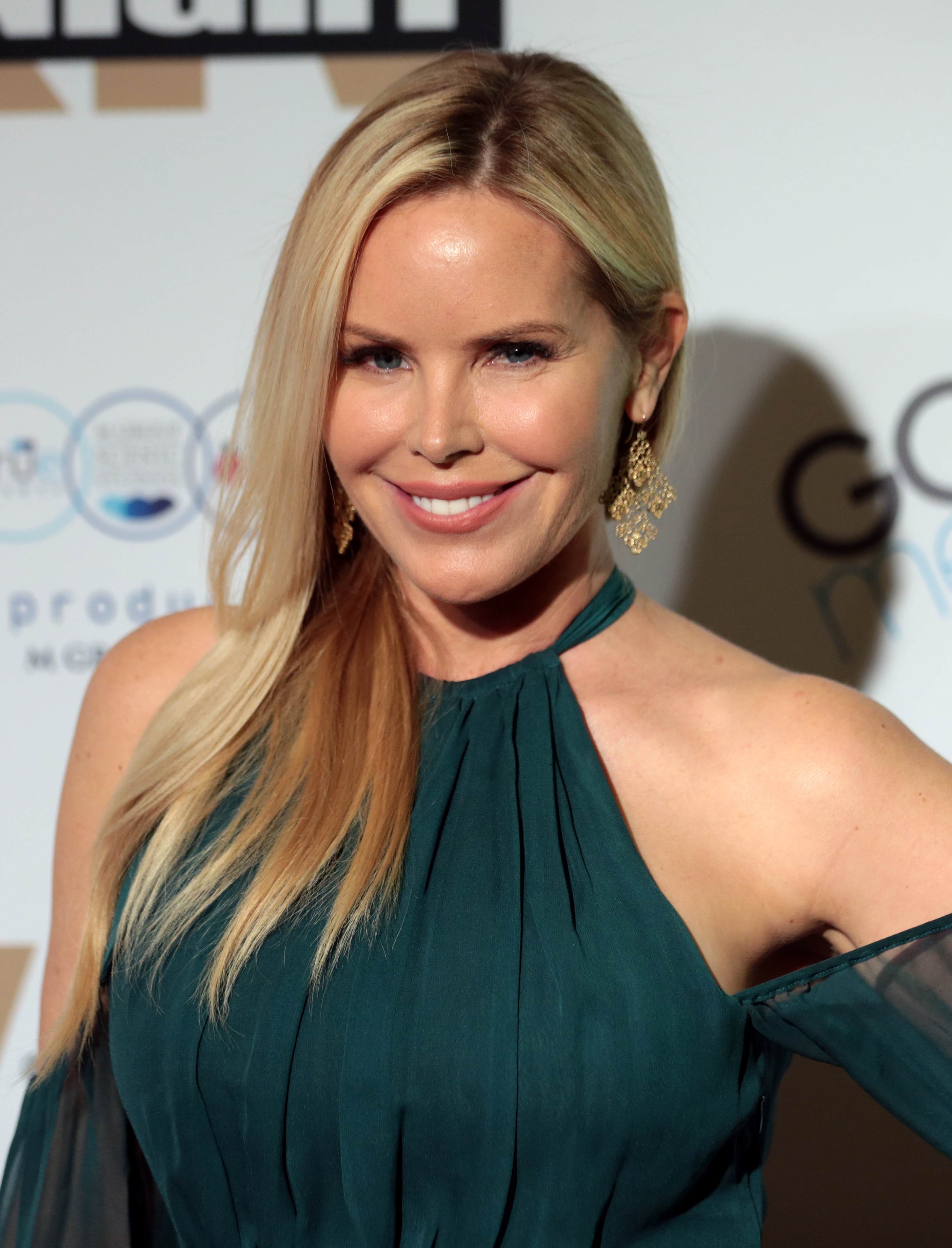
Gena Lee Nolin (2018)

Gena Lee Nolin (* 29. November 1971 in Duluth, Minnesota) ist eine US-amerikanische Schauspielerin, die vor allem für ihre Darstellung der Neely Capshaw aus der Fernsehserie Baywatch bekannt ist. Nebenbei arbeitet die ehemalige Miss Las Vegas als Fotomodell.
Für ihr Privatleben hat Nolin seit 2003 eine Pause eingelegt. Sie ist in dritter Ehe mit dem ehemaligen Eishockeyprofi Cale Hulse verheiratet und hat drei Kinder.

## Filmografie
- 1994–1995: US-Ausgabe von „Der Preis ist heiß“ (The Price Is Right)
- 1995–1998: Baywatch – Die Rettungsschwimmer von Malibu (Baywatch, Fernsehserie, 66 Folgen)
- 1998: Baywatch: Traumschiff nach Alaska (Baywatch: White Thunder at Glacier Bay)
- 1999: The Underground Comedy Movie
- 2000: Sheena – Königin des Dschungels (Sheena, Fernsehserie, 35 Folgen)
- 2000: The Flunky
- 2003: Baywatch – Hochzeit auf Hawaii (Baywatch: Hawaiian Wedding)
- 2017: Killing Hasselhoff